# Branislav Joksović
Branislav Joksović, srpski general, * 1920, † 10. julij 1986, Beograd.
Med letoma 1979 in 1980 je bil načelnik Protiobveščevalne službe (KOS) JLA.

## Življenjepis
Leta 1941 je vstopil v NOVJ in KPJ. Med vojno je bil politični komisar več enot.
Po vojni je končal VVA JLA in bil med drugim tudi zvezni poslanec.